# 綾川雪弥
綾川 雪弥（あやかわ ゆきや、1986年11月18日 - ）は、日本の男性声優。熊本県出身。本名は畦地 秀太朗（あぜち しゅうたろう）で、一時期は活動名義としていた。

## 経歴・人物
- 1999年よりネット声優として活動していたが、2007年よりフリーの声優として同人、商業作品問わず活動中。少年～中年程度の男性声を得意とする。
- ニコニコ動画で歌い手をやっていた。引退しているが2010年6月17日に「いろは唄ver.雪弥」を投稿。現在復帰しつつある。
- 好きなもの：鶏肉、猫、プリン
- 嫌いなもの：ナメクジ、芋虫[3]

## 出演作品

### OVA
- 猫ラーメン〜俺の醤油味〜（犬店主）

### 同人アニメ
- サトリ 〜The Climate Panic!〜（雲然 シゲン）

### ゲーム
- 性春☆ダイナマイトっ!!〜イけない放課後〜（男子生徒）
- 深霧の中で・・・（尊(みこと)）
- ラッキー☆バード〜エッチな幸運…これってホントにラッキーか!?〜（アトリ）
- ライブ　ア　ライフ-天沢　裕樹のセクシャル実況ライフ！？-（示威 京介）
- CROSS×BEATS 「Vespero」歌唱 (Monotone Rhythm feat. 綾川雪弥 名義)

### CMナレーション
- アニメイト「幽☆遊☆白書リマスターDVD BOX」（2009年）

### インターネットラジオ
- 綾川雪弥のゆきラジ（2009年2月20日 〜 ）
- 智一&璐美のラジオ腐りかけ!（49,63,70回配信アシスタント）

### ドラマCD
- サナリカおはなしCD ふたつめ（男子生徒A）
- バカとテストと召喚獣 vol.2（チンピラB、男子生徒A）
- Vie Durant*undo〜trio（男）
- BE・BOY GOLD 2009年8月号付録『ファインダーの標的』ドラマCD（チンピラ）
- アニメイト・コンシェルジュVOICE SECTION Ⅰ（男B）
- アニメイト・コンシェルジュMINI VOICE SECTION Ⅰ（猿）
- アニメイト・コンシェルジュMINI VOICE SECTION Ⅱ（留守電、山猿ズ）
- ボクたちオトコの娘 〜アイドルデビュー編〜（男性スタッフ）
- KOVオリジナルドラマCD「ダブルラリアット」（嶋村営業部長、桃山モモコ）